# Hällebäck
Hällebäck är en ort i Skredsviks socken i Uddevalla kommun i Västra Götalands län. Hällebäck klassades som småort av SCB 1990. Från 2015 avgränsar SCB här åter en småort.